# Сидоренко, Фёдор Станиславович
Фёдор Станиславович Сидоренко (укр. Федір Станіславович Сидоренко; род. 21 декабря 1999 года) — украинский голболист. Серебряный призёр летних Паралимпийских игр 2024 года в Париже.

## Биография

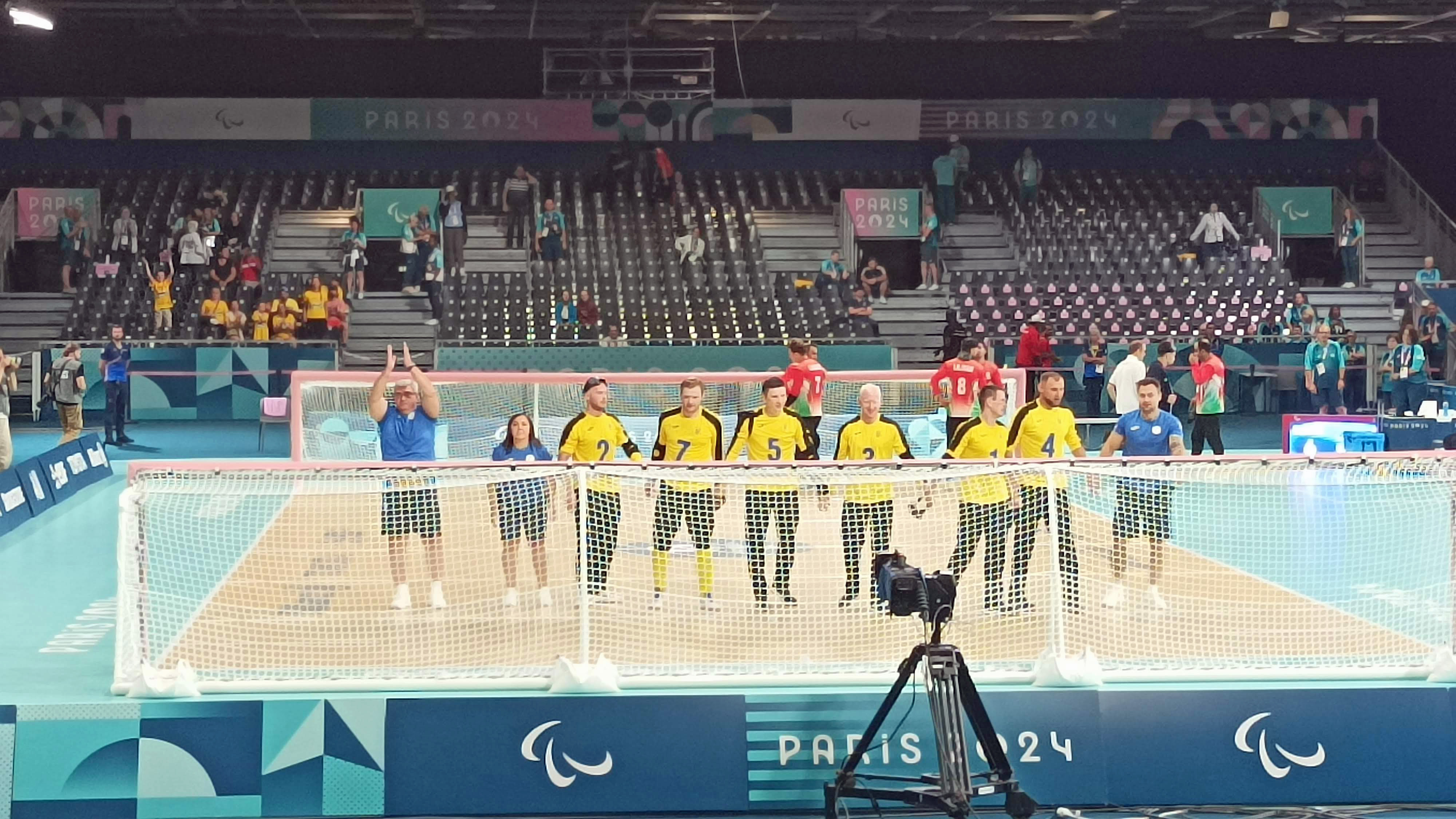
Четвертьфинал Паралимпиады-2024. Украина — Иран. Сидоренко — в футболке с номером 3.

В составе сборной Украины по голболу завоевал серебро чемпионата Европы 2019 года и золото чемпионата Европы 2023 года.
В 2024 году сборная Украины приняла участие на летних Паралимпийских играх 2024 в Париже в следующем составе: Родион Жигалин, Василий Олейник, Фёдор Сидоренко, Антон Стрельчик, Александр Топорков, Евгений Цыганенко. На предварительном этапе команда заняла второе место в группе, обыграв Египет (6:3) и Японию (9:8) и уступив первое место в группе Китаю (1:6). В четвертьфинале победили Иран (6:3), в полуфинале — Бразилию (6:4). В финале вновь встретились с командой Японии, на этот раз уступили ей со счётом 3:4 и завоевали серебряные медали Паралимпиады. Эти медали стали первыми в голболе в истории участия Украины на Паралимпийских играх.

## Награды
- Орден «За заслуги» ІІІ степени (18 сентября 2024 года)[2]